# Deli Oğlan
„Deli Oğlan” este un cântec R&B al interepretei belgiene Hadise. Piesa a fost lansată ca cel de-al nouălea disc single al artistei, fiind inclus pe cel de-al doilea album de studio, material denumit după cântăreață. „Deli Oğlan” a devenit cel de-al doilea hit de top 10 al cântăreței în Turcia, ocupând locul 3.

## Clasamente
| Clasament            | Poziția maximă | Referință |
| -------------------- | -------------- | --------- |
| Turkish Top 20 Chart | 3              | [ 2 ]     |